# Doug Mountjoy
Douglas James Mountjoy (* 8. Juni 1942 in Tir-Y-Berth, Glamorgan; † 14. Februar 2021) war ein walisischer Snookerspieler, der zwischen 1976 und 1997 insgesamt 21 Saisons als Profi spielte.
Mountjoy gewann vor seiner Profikarriere zwei Mal die walisische Snooker-Meisterschaft sowie die Amateurweltmeisterschaft 1976 und wurde im Anschluss daran Profispieler. Vor allem in den ersten Jahren seiner Profikarriere schaffte Mountjoy den Sprung in die erweiterte Weltspitze und gewann dabei unter anderem das Masters 1977 und die UK Championship 1978, erkrankte dann aber an einer Fazialislähmung, welche ihm das Spielen erschwerte. Doch zu Beginn des neuen Jahrzehnts konnte sich Mountjoy kurzzeitig in den ersten zehn Rängen der Weltrangliste platzieren, da er im Rahmen der Snookerweltmeisterschaft 1981 den Vize-Weltmeistertitel gewonnen hatte.
In den folgenden Jahren verschlechterten sich Mountjoys Form und seine Weltranglistenplatzierungen zusehends, da sein Spielstil vor allem auf seinem Instinkt beruhte und er damit nach und nach weniger Erfolg hatte. Im Februar 1988 ließ er sich schließlich von Frank Callan trainieren und verbesserte damit seine Technik deutlich. Somit gelang ihm im Dezember 1988 bei der UK Championship erstmals ein Gewinn eines Ranglistenturnieres, was sich nur wenige Wochen später beim Classic 1989 wiederholte. Auch wenn Mountjoy in dieser Zeit nochmals in die Weltspitze zurückkehrte, verabschiedete er sich im nächsten Jahrzehnt nach und nach aus dieser und beendete zur Saison 1996/97 seine Profikarriere. Im Anschluss daran und an eine überstandene Lungenkrebserkrankung trat Mountjoy vor allem als Trainer in Erscheinung, spielte aber auch weiterhin bei verschiedenen Turnieren Snooker sowie auf lokaler Ebene weitere Billardvarianten. Er starb Mitte Februar 2021 nach einem Schlaganfall im Alter von 78 Jahren.

## Karriere

### Anfänge als Amateur
Mountjoy wurde 1942 in dem vom Bergbau geprägten Ort Tir-Y-Berth nahe Caerphilly (heutzutage in der Community Gelligaer) als Sohn des Bergarbeiters Fred Mountjoy und seiner Frau Rose geboren. Zusammen mit seinen vier Geschwistern wuchs er nahe Ebbw Vale auf. Mit 15 Jahren gewann er als Snookerspieler bereits einen lokalen Juniorentitel; ein Jahr später gehörte er bereits zu den besten Amateurspielern in Südwales. Da aber das Profi-Snooker zu diesem Zeitpunkt nicht rentabel war, kam eine Karriere als Profi für Mountjoy zu diesem Zeitpunkt nicht in Frage. Somit begann er mit 16 Jahren eine Berufskarriere im Bergbau, wobei er vor allem in den South Wales Valleys nahe Ebbw Vale arbeitete. Beim Ausüben des Berufes wurde er einmal kurzzeitig verschüttet. Daneben heiratete er eine Friseurin und wurde Vater zweier Kinder. In seiner Freizeit spielte er regelmäßig Snooker und war nach einiger Zeit in Südwales für sein Talent bekannt. Aufmerksamkeit erregte er 1966, als er bei der walisischen Snooker-Meisterschaft im Endspiel verlor. Zwei Jahre später gewann er das Turnier. Damit war Mountjoy neben Alwyn Lloyd, Des May und Wayne Jones einer von vier Spielern aus dem Snooker-Club in Abertysswg, die die walisische Meisterschaft gewonnen hatten. Nachdem er 1971 im gleichen Turnier im Viertelfinale gegen Des Meredith verloren hatte, erreichte er 1972 im südlichen Qualifikationswettbewerb der English Amateur Championship das Halbfinale und unterlag in diesem Marcus Owen. Im Jahr 1974 erreichte er erneut das Viertelfinale der walisischen Meisterschaft und verlor gegen Alwyn Lloyd, bevor er bei dem Pro-Am-Event Pontins Spring Open teilnahm und dort mehrere spätere Profispieler und überraschend auch den amtierenden Profi-Weltmeister Ray Reardon besiegte. Im Endspiel siegte er mit John Spencer gegen einen weiteren Spitzenspieler dieser Zeit und gewann damit das Turnier.
Ein Jahr später nahm er nun als Titelverteidiger erneut an den Pontins Spring Open teil, verlor aber bereits in der Runde der letzten 32 gegen Mike Darrington. Im nächsten Jahr gewann er gegen Alwyn Lloyd seinen zweiten walisischen Meistertitel, bevor er auch die Pontins Spring Open zum zweiten Mal gewinnen konnte. Schließlich nahm Mountjoy an der Amateurweltmeisterschaft desselben Jahres teil, überstand ohne eine einzige Niederlage die Gruppenphase und besiegte auf seinem weiteren Weg ins Finale Ron Atkins und Silvino Francisco. Im Finale gelang ihm mithilfe eines klaren 11:1-Sieges über Paul Mifsud der Gewinn des Turnieres. Kurz danach wurde Mountjoy im Alter von 34 Jahren Profispieler.

### Erste Profijahre
Mountjoy startete mit der Spielzeit 1976/77 in seine Profikarriere. In dieser Saison musste er zwar mehrere durchschnittliche Ergebnisse hinnehmen, doch er erreichte das Viertelfinale der Snookerweltmeisterschaft sowie zwei Endspiele: nachdem er beim Pot Black verloren hatte, gewann er beim Masters gegen Ray Reardon seinen ersten Profititel. Durch seine Viertelfinalteilnahme bei der Snookerweltmeisterschaft, zu diesem Zeitpunkt das einzige Turnier mit Einfluss auf die Weltrangliste, wurde Mountjoy direkt auf der Weltrangliste geführt und belegte in der folgenden Saison Rang 14. Im Laufe der nächsten Saison verlor Mountjoy zwei Auftaktspiele und schied bei weiteren Turnieren teilweise kurz vor dem Finale aus. Bei fünf Turnieren gelang ihm auch der Finaleinzug und bei einem unbedeutenden Einladungsturnier, aber auch beim Pot Black, konnte er gewinnen. Im Gegensatz dazu verlor er unter anderem das Endspiel der UK Championship. Auf der Weltrangliste konnte er trotz einer Achtelfinalniederlage bei der Snookerweltmeisterschaft nur seinen 14. Platz halten.
Im Laufe der Saison 1978/79 schied er mehrfach früh aus. Zudem erreichte bei der Snookerweltmeisterschaft nur das Achtelfinale und beim Masters immerhin das Halbfinale, bevor er auch bei diesen Turnieren ausschied. Trotzdem erreichte er erneut mehrere Endspiele. Zwar unterlag er dabei beim Pot Black Ray Reardon, gewann aber mit einem 15:9-Sieg über David Taylor bei der UK Championship seinen zweiten Triple-Crown-Titel. Weitere Turniersiege von Mountjoy ereigneten sich beim Irish Masters und beim Pontins Professional. Auf der Weltrangliste konnte er sich infolge der Snookerweltmeisterschaft um einen Rang verbessern.
Mit der folgenden Saison wurde Mountjoys Form wieder etwas schlechter, als er erneut mehrere Auftaktspiele verlor, er bei weiteren Turnieren frühe Niederlage einstecken musste und er mehrfach knapp das Finale verpasste. Nur dreimal erreichte er während der Saison ein solches, welches er beim Irish Masters mit 9:10 gegen Terry Griffiths verlor und bei der Welsh Professional Championship mit 9:6 gegen Ray Reardon gewann. Zudem gewann er zusammen mit dem walisischen Team um Ray Reardon und Terry Griffiths gegen das englische Team mit 14:3 den World Challenge Cup. Auf der Weltrangliste verlor er durch seine Achtelfinalniederlage bei der Snookerweltmeisterschaft den in der vorherigen Saison gewonnenen Platz wieder und belegte somit erneut Rang 14.

### Aufstieg und Etablierung in der Weltspitze
Auch in der Saison 1980/81 schied Mountjoy bei mehreren Turnieren früh aus und verlor bei zwei weiteren kurz vor dem Finale. Allerdings gewann er auch das Champion of Champions und mit dem walisischen Team den World Challenge Cup. Außerdem beendete er die Saison mit einem Einzug in das Finale der Snookerweltmeisterschaft, in dem er allerdings mit 12:18 dem jungen Engländer Steve Davis unterlag, der damit seinen ersten WM-Titel gewann. Auf seinem Weg ins Finale hatte Mountjoy mit einem 145er-Break aber das höchste Break seiner Karriere und zugleich das zu diesem Zeitpunkt höchste Break bei einer Weltmeisterschaft gespielt. Dieser Erfolg war zudem auch auf der Weltrangliste spürbar, als Mountjoy in der nächsten Saison auf Rang sechs geführt wurde. Während dieser Saison entwickelte sich allerdings bei Mountjoy eine Fazialislähmung, welche eine Seite seines Gesichtes lähmte und ihm das Blinzeln und damit auch das Spielen erschwerte.
Während der nächsten Saison schied Mountjoy häufig wenige Runden vor dem Endspiel aus. Bei der Welsh Professional Championship und – zusammen mit seinen walisischen Teamkollegen – beim World Team Classic erreichte er jedoch das Endspiel und verlor dieses bei letzterem Turnier mit 3:4 gegen England und gewann beim ersten Turnier mit 9:8 gegen Terry Griffiths. Auf der Weltrangliste verlor er durch seine mittelmäßigen Ergebnisse einen Platz.
Im Laufe der Saison 1982/83 schied Mountjoy erneut häufig früh oder in den Runden vorm Endspiel aus, unter anderem verlor er bei den beiden Turnieren mit Weltranglisteneinfluss sein Auftaktspiel. Bei der Welsh Professional Championship, beim Pontins Professional und bei der World Doubles Championship zog er dagegen ins Finale ein, wobei er lediglich beim Pontins Professional siegreich war. Da er aber bei den übrigen Turnieren keine allzu guten Ergebnisse vorweisen konnte, rutschte Mountjoy auf der Weltrangliste aus den Top 10 hinaus und war nun auf Rang 12 gelistet.

### Auf und Ab auf der Weltrangliste
Zwischen 1983 und 1987 blieben Mountjoys Ergebnisse relativ konstant; er schied zumeist früh oder in der Mitte eines Turnieres aus. Vor allem bei Ranglistenturnieren erreichte er nur noch selten das Viertelfinale; sein bestes Ergebnis bei dieser Turnierart war das Halbfinale beim Classic 1986. Vor allem am Anfang dieser Zeitspanne zog er aber noch häufig in die Endspiele von Einladungsturnieren oder ähnlichen Turnierarten ein, sukzessive sank diese Zahl aber während der vier Spielzeiten von vier auf eine. Allerdings gewann er mit vier Turnieren nur wenige Endspiele, dies war  beim Hong Kong Masters 1983, beim Pot Black 1985 und bei zwei Ausgaben der Welsh Professional Championship der Fall. Sein hochkarätigstes Endspiel ereignete sich aber beim Masters 1985, wo er sich im Endspiel dem Kanadier Cliff Thorburn geschlagen geben musste. Während dieser Jahre blieb auch seine Ranglistenposition relativ konstant; vom Rang 12 verschlechterte er sich nur marginal zeitweise auf Rang 15 und später auf Rang 14.
Mit der Saison 1987/88 verschlechterten sich jedoch Mountjoys Leistungen rapide, als er bei fünf von acht Turnieren der Saison sein Auftaktspiel verlor und bei den übrigen drei Turnieren jeweils in der darauffolgenden Runde ausschied. Auf der Weltrangliste machte sich dies mit einer deutlichen Verschlechterung von zehn Plätzen auf Rang 24 bemerkbar. Zu diesem Zeitpunkt war sogar das Ende von Mountjoys Karriere im Rahmen des Möglichen. Ab Februar 1988 arbeitete er jedoch auf Anraten von Terry Griffiths mit Frank Callan, einer der führenden Snookertrainer seiner Zeit, zusammen. Infolgedessen verbesserte sich Mountjoys Form während der Saison 1988/89 deutlich und er erreichte mehrfach die letzten Runden von Ranglistenturnieren. Bei der UK Championship gelang ihm sogar der Finaleinzug; gegen den aufstrebenden Stephen Hendry gewann er dort sein erstes Ranglistenturnier. Diesen Erfolg wiederholte er wenige Wochen später beim Classic; später folgte noch der Gewinn der Welsh Professional Championship. Auch wenn letzteres Turnier ohne Einfluss auf die Weltrangliste war, sprang Mountjoy auf der Weltrangliste auf Rang zehn.
Das Formhoch setzte sich mit der Saison 1989/90 fort, als Mountjoy bei allein fünf Turnieren zumindest das Viertelfinale erreichte. Darunter waren neben dem Masters, wo er in dieser Runde auch ausschied, auch das Dubai Classic und die Welsh Professional Championship, bei denen er jeweils das Finale erreichte. Beide Endspiele verlor er allerdings; beim ersten Turnier gegen Stephen Hendry, beim zweiten Turnier gegen Darren Morgan. Auf der Weltrangliste konnte er sich infolge der Saison auf Rang fünf verbessern, welcher die beste Platzierung seiner Karriere darstellte und seinen neun Jahre alten Rekord überbot.

### Letzte Profijahre
Doch schon mit der Saison 1990/91 verschlechterte sich Mountjoys Form wieder, als er sowohl bei vielen Ranglistenturnieren als auch bei den meisten der übrigen Turniere früh ausschied. Dennoch erreichte er bei den Asian Open das Achtel- sowie beim Dubai Classic und bei den European Open das Viertelfinale, blieb damit aber trotzdem deutlich hinter der Form der vergangenen beiden Saisons zurück. Auf der Weltrangliste fiel er deshalb auf Rang zehn zurück.
Dieser Abwärtstrend setzte sich in den nächsten Saisons fort, als Mountjoy häufig nicht einmal mehr sein Auftaktspiel gewinnen konnte und nur selten über das Achtelfinale eines Turnieres hinwegkam. Neben zwei Halbfinalteilnahmen bei Einladungsturnieren waren seine besten Ranglistenturnier-Ergebnisse zwischen den Saisons 1991/92 und 1994/95 zwei Viertelfinalteilnahmen bei zwei Ausgaben der British Open. Diese Misserfolge machten sich auch auf der Weltrangliste bemerkbar, als er sukzessive abrutschte und 1995 nur noch auf Rang 34 geführt wurde.
Im Gegensatz zu den vorherigen Saisons konnte er in der Saison 1995/96 etwas mehr Auftaktspiele gewinnen, sein bestes Ergebnis war dennoch lediglich eine Teilnahme an der Runde der letzten 48 beim Thailand Classic. Auf der Weltrangliste rutschte er somit um 23 weitere Plätze auf Rang 59 ab. In der nächsten Saison konnte Mountjoy schließlich nur ein einziges Spiel gewinnen, als er bei den Welsh Open Andy Neck mit 5:4 besiegte, aber anschließend ausschied. Die Saison beendete er mit einer 1:10-Niederlage gegen Alan Burnett in der Qualifikation für die Snookerweltmeisterschaft. Auf der Weltrangliste wäre er dadurch in der folgenden Saison auf Rang 98 geführt gewesen. Doch die Niederlage gegen Burnett blieb Mountjoys letztes Profispiel, da er zum Ende der Saison nach 21 Jahren seine Profikarriere beendete.

### Weiteres Leben
Kurz nach dem Ende seiner Karriere zog Mountjoy von seiner Heimat nahe Ebbw Vale weg und betrieb einige Zeit das Temple Bar Inn in Ewyas Harold im Herefordshire. Vermutlich bedingt durch seinen Tabakkonsum erkrankte Mountjoy an Lungenkrebs, überstand diesen aber dank einer Operation im Jahr 1993, in der ihm ein Lungenflügel entfernt wurde. Zwei Jahre später ging er bankrott und verlor dadurch auch sein Haus. Davon abgesehen zerstritten sich Teile von Mountjoys Familie – bestehend aus seiner Frau, seinem Sohn und seiner Tochter, deren Mann zeitweise sein Manager war –, als 80.000 £ spurlos verschwanden. In dieser Zeit half ihm erneut Terry Griffiths, der ihm zu einer Karriere als Trainer riet. Ende der 1990er-Jahre wurde Mountjoy schließlich im Rahmen eines Konzepts der WPBSA, das vorsah, hochkarätige Trainer in verschiedenste Staaten zu schicken und dadurch in diesen Ländern Snooker bekannter zu machen, für wenige Jahre Snookertrainer in den Vereinigten Arabischen Emiraten, wo er unter anderem mit Mohammed Shehab und Mohammed al-Joker zusammenarbeitete. Später war er auch in seiner walisischen Heimat in derselben Funktion tätig. So trainierte er zusammen mit Griffiths den jungen Mark Williams.
Abgesehen davon spielte Mountjoy auch nach dem Ende seiner Profikarriere Snooker und Poolbillard auf regionaler Ebene in Südwales. Regelmäßig besuchte er zudem auch südwalisische Snookerhallen, wobei er häufig in Mark Williams’ Snookerhalle in Tredegar spielte. Bereits während seiner Karriere hatte er regelmäßig bei Exhibitions im Snooker mitgewirkt. Kurz nach seinem Karriereende bekam er zweimal Möglichkeit, sich als Amateur für die Snookerweltmeisterschaft zu qualifizieren, schied aber jeweils noch in der Qualifikation aus. In den 2010er-Jahren nahm er dagegen an der World Seniors Championship 2011 und 2013 teil, verlor dabei aber jedes Spiel.
Seit 2009 war Mountjoy Witwer. Er starb am 14. Februar 2021 im Alter von 78 Jahren nach einem Schlaganfall. Cliff Thorburn bedauerte den Tod „eines wahren Champions und Gentlemans“. Dennis Taylor und Jimmy White kondolierten zum Tod einer „Legende“, Jason Ferguson und Barry Hearn, die im Namen des Weltverbandes kondolierten, erinnerten sich an einen „sympathischen Mann“, der „das Spiel geliebt“ habe und ein „harter Gegner und ein erstklassiger Champion“ gewesen sei. Ken Doherty trauerte um den Tod eines „großartigen Spielers und eines großartigen Menschen“. Ein Tag nach Mountjoys Tod starteten die Welsh Open 2021, zu deren Beginn man in Erinnerung an Mountjoy eine Schweigeminute abhielt.

## Spielweise
Schon in seiner Zeit als walisischer Amateur war Mountjoy als Spieler mit guten Fähigkeiten in allen Bereichen bekannt. Bevor er Frank Callan 1988 als Trainer engagierte, verließ sich Mountjoy auf seine Instinkte, wobei er stets darin bemüht war, ein unterhaltsames Spiel zu bieten. Dies machte er auch, wenn darunter seine Spielweise litt. Mountjoy hatte nie ein Buch über Snooker gelesen oder einen Trainer gehabt. So hatten sich bei ihm laut Callan auch einige technische Fehler eingeschlichen, sodass er beispielsweise nicht den Spielball mittig traf, wenn er es wollte. Denn Mountjoy hatte – im Unwissen darüber, welches sein Führungsauge ist, – stets fälschlicherweise das linke anstatt seines rechten Auges, sein eigentliches Führungsauge, über dem Queue gehalten. Schließlich konnte er mit seiner Spielweise zum Ende der 1980er-Jahre nicht mehr mit der Weltspitze mithalten, weshalb Mountjoy an sich zweifelte und schließlich auch mentale Probleme entwickelte. Callan arbeitete insbesondere im Sommer 1988 mit ihm und änderte seine Spieltechnik, insbesondere beim Lochspiel, doch auch hinsichtlich des defensiven Spielteils. Dadurch verbesserte sich Mountjoys Spielweise und er setzte zu seinem kurzzeitigen Comeback an. Entgegen der Erwartungen von Callan und Mountjoy kam dieses binnen weniger Monate; beide Parteien hatten eher nach frühestens einem Jahr damit gerechnet. Cliff Thorburn bezeichnete Mountjoy anlässlich seines Todes sinngemäß als talentierten und mutigen Spieler.

## Erfolge
Während seiner Karriere erreichte Mountjoy 42 Mal das Endspiel eines Turnieres, wovon er 24 Spiele gewinnen konnte. Während sich eine Auflistung aller Endspiele auf dieser Seite befindet, sind in der folgenden Tabelle seine Finalteilnahmen bei Turnieren der Triple Crown aufgeführt.
| Ausgang  | Jahr | Turnier                  | Finalist       | Frames |
| -------- | ---- | ------------------------ | -------------- | ------ |
| Sieger   | 1977 | Masters                  | Ray Reardon    | 7:6    |
| Finalist | 1977 | UK Championship          | Patsy Fagan    | 9:12   |
| Sieger   | 1978 | UK Championship          | David Taylor   | 15:9   |
| Finalist | 1981 | Snookerweltmeisterschaft | Steve Davis    | 12:18  |
| Finalist | 1985 | Masters                  | Cliff Thorburn | 6:9    |
| Sieger   | 1988 | UK Championship          | Stephen Hendry | 16:12  |